# Calvisia rufescens
Calvisia rufescens är en insektsart som beskrevs av Ludwig Redtenbacher 1908. Calvisia rufescens ingår i släktet Calvisia och familjen Diapheromeridae. Inga underarter finns listade.